# Elafidiínos
Elafidiínos (Elaphidiini) é uma tribo de coleópteros da subfamília Cerambycinae.

## Sistemática
- Ordem Coleoptera
  - Subordem Polyphaga
    - Infraordem Cucujiformia
      - Superfamília Chrysomeloidea
        - Família Cerambycidae
          - Subfamília Cerambycinae
            - Tribo Elaphidiini (Thomson, 1864)
              - Gênero Adiposphaerion (Martins & Napp, 1992)
              - Gênero Aetheibidion (Martins, 1968)
              - Gênero Alicianella (Noguera, 2006)
              - Gênero Ambonus (Gistel, 1848)
              - Gênero Amethysphaerion (Martins & Monné, 1975)
              - Gênero Amorupi (Martins, 2005)
              - Gênero Anama (Martins, 2005)
              - Gênero Aneflomorpha (Casey, 1912)
              - Gênero Aneflus (LeConte, 1873)
              - Gênero Anelaphus (Linsley, 1936)
              - Gênero Anopliomorpha (Linsley, 1936)
              - Gênero Anoplocurius (Fisher, 1920)
              - Gênero Apoclausirion (Martins & Napp, 1992)
              - Gênero Aposphaerion (Bates, 1870)
              - Gênero Appula (Thomson, 1864)
              - Gênero Apyrauna (Martins, 2005)
              - Gênero Astromula (Chemsak & Linsley, 1965)
              - Gênero Atharsus (Bates, 1867)
              - Gênero Atylostagma (White, 1853)
              - Gênero Centrocerum (Chevrolat, 1861)
              - Gênero Clausirion (Martins & Napp, 1982)
              - Gênero Conosphaeron (Linsley, 1935)
              - Gênero Cotyperiboeum (Galileo & Martins, 2010)
              - Gênero Elaphidion (Audinet-Serville, 1834)
              - Gênero Elaphidionopsis (Linsley, 1936)
              - Gênero Enaphalodes (Haldeman, 1847)
              - Gênero Epipodocarpus (Bosq, 1951)
              - Gênero Etymosphaerion (Martins & Monné, 1975)
              - Gênero Eurysthea (Thomson, 1860)
              - Gênero Eustromula (Cockerell, 1906)
              - Gênero Gymnopsyra (Linsley, 1937)
              - Gênero Hemilissopsis (Lane, 1959)
              - Gênero Hoplogrammicosum (Gounelle, 1913)
              - Gênero Ironeus (Bates, 1872)
              - Gênero Iuaca (Galileo & Martins, 2000)
              - Gênero Jampruca (Martins & Napp, 1982)
              - Gênero Lanephus (Martins, 2005)
              - Gênero Linsleyonides (Skiles, 1985)
              - Gênero Magaliella (Galileo & Martins, 2008)
              - Gênero Mallocera (Audinet-Serville, 1833)
              - Gênero Meganeflus (Linsley, 1961)
              - Gênero Megapsyrassa (Linsley, 1961)
              - Gênero Mephritus (Pascoe, 1866)
              - Gênero Metironeus (Chemsak, 1991)
              - Gênero Micraneflus (Linsley, 1957)
              - Gênero Micranoplium (Linsley, 1957)
              - Gênero Micropsyrassa (Linsley, 1961)
              - Gênero Miltesthus (Bates, 1872)
              - Gênero Minipsyrassa (Martins, 1974)
              - Gênero Morphaneflus (Martins & Napp, 1992)
              - Gênero Neaneflus (Linsley, 1957)
              - Gênero Neomallocera (Martins & Napp, 1992)
              - Gênero Neoperiboeum (Linsley, 1961)
              - Gênero Nephalioides (Linsley, 1961)
              - Gênero Nephalius (Newman, 1841)
              - Gênero Nesanoplium (Chemsak, 1966)
              - Gênero Nesiosphaerion (Martins & Napp, 1982)
              - Gênero Nesodes (Linsley, 1935)
              - Gênero Nyssicostylus (Melzer, 1923)
              - Gênero Nyssicus (Pascoe, 1859)
              - Gênero Orion (Guérin-Méneville, 1844)
              - Gênero Orwellion (Skiles, 1985)
              - Gênero Pantonyssus (Bates, 1870)
              - Gênero Paranyssicus (Martins, 2005)
              - Gênero Parasphaerion (Martins & Napp, 1992)
              - Gênero Parastizocera (Linsley, 1961)
              - Gênero Parelaphidion (Skiles, 1985)
              - Gênero Periboeum (Thomson, 1864)
              - Gênero Piezophidion (Galileo & Martins, 1992)
              - Gênero Pilisphaerion (Martins & Napp, 1992)
              - Gênero Poecilomallus (Bates, 1892)
              - Gênero Protomallocera (Martins & Napp, 1992)
              - Gênero Protosphaerion (Gounelle, 1909)
              - Gênero Pseudomallocera (Zajciw, 1961)
              - Gênero Pseudoperiboeum (Linsley, 1935)
              - Gênero Psyrassa (Pascoe, 1866)
              - Gênero Psyrassaforma (Chemsak, 1991)
              - Gênero Rhomboidederes (Zajciw, 1963)
              - Gênero Romulus (Knull, 1948)
              - Gênero Sphaerioeme (Martins & Napp, 1992)
              - Gênero Sphaerion (Audinet-Serville, 1834)
              - Gênero Sphaerionillum (Bates, 1885)
              - Gênero Stenelaphus (Linsley, 1936)
              - Gênero Stenosphenus (Haldeman, 1847)
              - Gênero Stizocera (Audinet-Serville, 1834)
              - Gênero Terpnissa (Bates, 1867)
              - Gênero Trichophoroides (Linsley, 1935)
              - Gênero Tropimerus (Giesbert, 1987)
              - Gênero Urorcites (Thomson, 1878)